# 간성 (성)

인터섹스 깃발

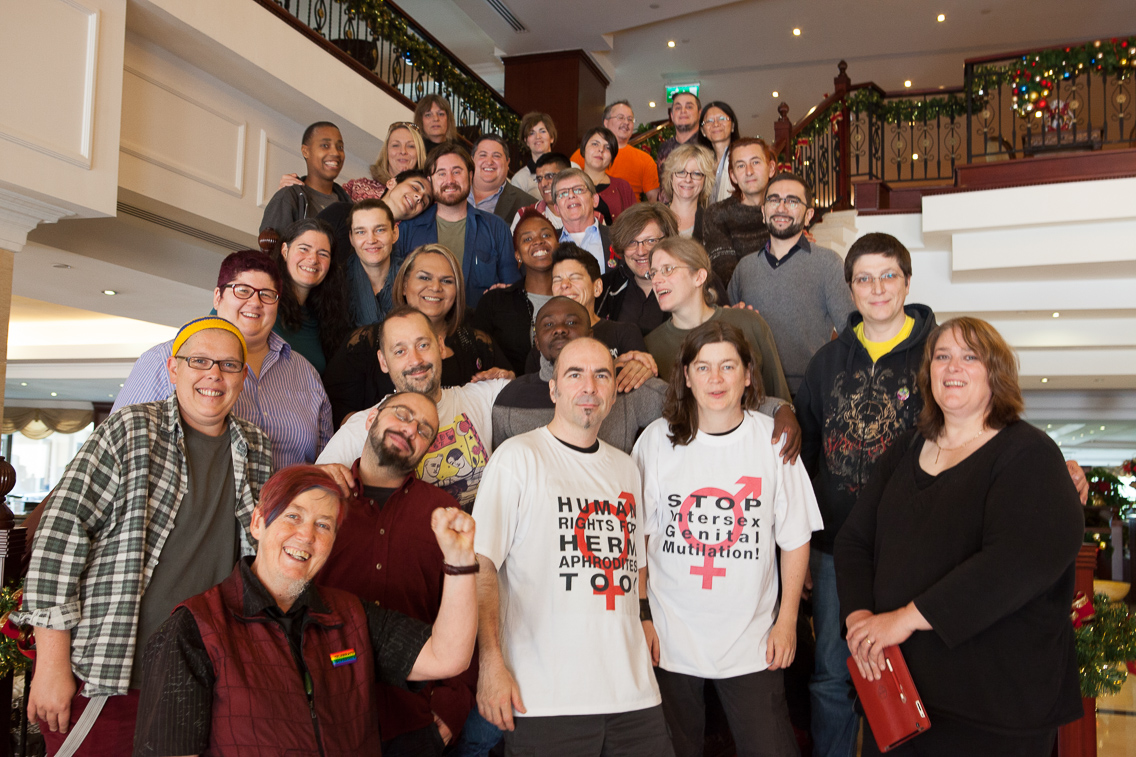
2013년 국제 간성 포럼 참가자

간성(間性) 또는 인터섹스(intersex) 또는 남녀한몸 또는 자웅동체 또는 중성은 선천적으로 염색체, 생식샘, 성 호르몬, 성기 등에서 전형적인 남성이나 여성의 신체 정의에 규정되지 않는 성징을 가진 사람이다. 유엔 인권 고등판무관 사무소는 남녀로 구분되는 전형적 이분법에 들어맞지 않는 신체"를 지닌 사람으로 정의하였다.
출생시 성 지정은 일반적으로 신생아의 성적 표현형을 보고 판단한다. 대개는 전형적인 성징을 통하여 성별을 확인할 수 있지만 대략 0.02 % - 0.05 % 정도의 신생아는 성징이 뚜렷하지 않다. 염색체의 조합, 생식샘의 발달, 호르몬의 분비 등의 조건이 이러한 모호한 성징의 원인이 될 수 있다. 이 때문에 남아 또는 여아로 신고되었으나 자라면서 스스로가 갖추는 성정체성은 지정된 성과 반대인 경우도 있다. 그러나 당사자를 보는 사회적 시각은 대개 출생시 신고된 성을 기준으로 한다. 신생아가 간성으로 신고되는 빈도는 누가 어떤 기준으로 판단하였는 지에 따라 다르게 나타난다. 미국의 성과학자 앤 파우스토-스털링(Anne Fausto-Sterling)과 그의 공저자는 "비동질 성징 발달"이 출산 아동의 1.7 % 정도라고 추정하였다. 미국의 가정의학 전문가 레오나드 색스(Leonard Sax)는 표현된 성징이 남녀 어느 쪽이든 분명한 경우를 제외하면 간성의 비율은 약  0.018 % 정도라고 보고하였다.
어디까지를 간성으로 볼 것인 지에 대한 기준은 시대와 지역에 따라 다르다. 과거에는 자웅동체, 선천적 거세자 등으로 분류되기도 하였다. 19세기와 20세기 의료계 일각에서는 성징의 발달 정도를 기준으로 참남녀한몸, 여성 우세 거짓남녀한몸, 남성 우세 거짓남녀한몸 등의 분류 체계를 세우기도 하였다. 그러나 오늘날 이러한 분류는 더 이상 사용되지 않는다. 과학적 연구 결과에 부합하지 않고 간성을 남녀 이분법의 기준에 따라 꿰어 맞추는 것은 오해의 소지가 다분하기 때문이다. 생물학에서 일반적으로 자웅동체는 한 개체가 암수의 생식기관 모두를 가지고 다음 세대를 재생산하는 경우를 뜻하기 때문에 간성을 그렇게 부르는 것은 적절하지 않다. 당사자들 가운데 일부는 다른 어떤 것을 연상할 수 있는 비유적 표현보다 그저 간성, 인터섹스로 불리길 원한다. 의료계에서는 2006년 이후 성발달 이상이라는 용어가 쓰인다.

간성은 출생 직후부터 성장 과정에서 사회적 낙인을 경험하며 특히 사춘기를 힘겹게 보낸다. 일부 지역에서 간성으로 출생한 신생아는 영아 살해의 대상이 되기도 하며 버려지거나 가족들 마저 백안시 하는 경우가 있다. 한편 아이가 보다 사회적으로 인정받는 성징을 갖추도록 하기 위해 외과적 수술을 하거나 호르몬 요법으로 치료하는 경우도 있지만 이 경우도 본인 보다는 가족이 받을 사회적 시선을 의식한 것이라는 논란이 있다. 이러한 의학적 처치는 종종 불임수술을 동반한다. 여성 육상 선수로 성장한 성인에게도 이러한 의료 행위가 이루어진 사례가 있다. 점차 신장되고 있는 인권 의식으로 간성에 대한 의료적 처치가 온당한 것인지 논란이 되고 있다. 이를 바탕으로 국제적인 간성 권리가 제창되었다. 국제 간성 포럼은 2013년 몰타에서 제3차 국제 포럼을 열고 이를 인권 침해로 선언하였다. 2011년 독일의 크리스티안 뵐링은 외과적 수술에 의한 인권 침해 소송에서 승리한 최초의 간성인이 되었다. 2015년 4월 몰타는 본인의 동의 없는 간성에 대한 의료적 처치를 인권 침해로 적시하는 법률을 제정하였다.

## 인간 이외의 생물에서

### 초파리
초파리의 경우 상염색체 벌수(set수)와 성염색체 중 X의 비율로 성별이 결정된다. 사람이 2n=46처럼 초파리는 2n=8의 염색체 수를 가지고 있으며, Y 염색체 숫자는 성 결정에 영향을 주지 않는다. X/A가 0.5이하면 수컷, 0.5 초과나 1 미만이면 간성, 1 이상이면 암컷이 된다. 따라서 2n인데 X 염색체가 1개이면 1/2이어서 수컷, X 염색체가 2개이면 2/2 = 1이어서 암컷이 된다. 염색체 벌수가 정상보다 한 벌 더 많은 3n일 경우, X 염색체가 3개일 때 3/3 = 1이므로 암컷이 되고, X 염색체가 2개일 경우 2/3이므로 간성이 된다.

## 용어
간성과 간성인에 대한 명확한 정의는 마련되어 있지 않다. 세계보건기구의 국제질병분류, 미국의 정신질환 진단 및 통계 편람, 그리고 다수의 의학 학술지는 간성을 성발달 이상으로 기술한다. 이 때문에 일반적으로 성발달 이상 곧 간성으로 인식되고 있다.

### 어원과 정의
1917년 독일계 미국 유전학자 리처드 골드슈미츠는 이분법적 양성 가운데 하나로 분류하기 어려운 다양한 사례를 묶어 간성성(영어: intersexuality, 인터섹슈얼리티)로 정의하였다. 그러나 《LGBTQ 연구를 위한 SAGE 백과》에서는 앤 파우스토-스털링이 1993년 발표한 《다섯 개의 성: 왜 남녀로는 부족한가》이후 간성이 널리 알려진 용어가 되었다고 설명하고 있다.

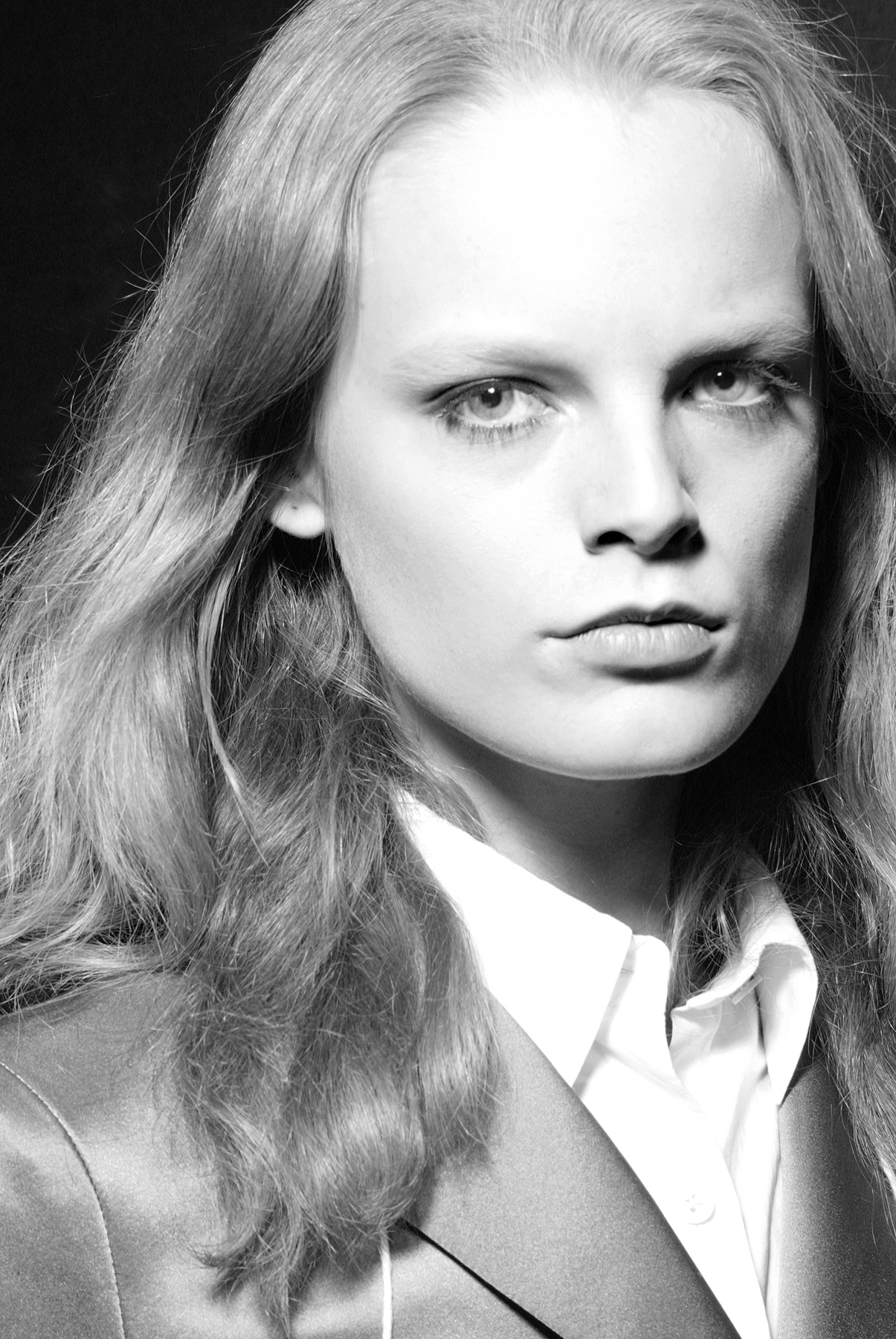
벨기에의 모델 안 가비 오딜은 널리 알려진 간성인이다. 성염색체는 XY형이지만 안드로겐 무감응 증후군으로 남성 성징이 발달하지 않았다.

유엔 인권 고등판무관 사무소는 간성을 다음과 같이 정의하고 있다.
 간성인은 성기, 생식샘, 염색체 등의 이유로 남녀 이분적인 성별의 전형적 구분에 들어맞지 않는 신체로 태어난 사람으로 광범위한 다양성을 포괄한다.

### 용례와 반응
간성 기구들 가운데 일부는 "간성인" 또는 "간성 다양성", "간성적 특성"과 같은 용어를 사용한다. 한편 의료계에서는 "간성 특징을 보이는 사람"과 같은 용어를 쓰고 있으며, 성발달 이상 같은 용어나 "해부학적 성별 다양성을 지닌 아동"과 같은 용어도 사용된다. 2016년 5월 인권 운동 단체인 인터액트는 "해당 용어로 '간성'을 택하는 경우가 일반화 되고 있다"고 발표하였다.
2016년 272명의 "비전형적 성별로 태어난 사람"을 대상으로 한 오스트레일리아의 연구에서 당사자들의 60%가 자신들을 지칭하는 용어로 간성을 지지하였다.
시카고의 루리 어린이 병원에서 실시하여 202명이 응답한 조사는 2017년 발표되었는데, 응답자의 80%가 자신들을 지칭하는 용어로 간성을 선호하였다. 병원측은 의학계 용어인 "성발달 장애"는 당사자들에 대한 부정적 선입견을 심어줄 수 있다고 지적하였다.
미국의 다른 어린이 병원에서 133명의 부모를 대상으로 한 조사에서도 53%가 간성을 선호하였지만 조사에 참여한 진료소 가운데 5개소의는 "간성"의 사용에 부정적 태도를 보였다. 2020년 당사자 179명을 대상으로 한 조사에서는 43%가 부정적 반응을 20%가 중립적 반응을 보여 당사자들 안에서도 "간성"이라는 용어에 대한 호불호가 나뉘는 것을 보여 주었다.

### 남녀한몸
유럽에서는 과거 남녀의 성별이 불분명한 경우를 "남녀한몸"(hermaphrodite)이라고 표현하였다. 12세기 《그라티아누스 교령집》은 다음과 같이 정의하고 있다.

- 라틴어: Hermafroditus an ad testamentum adhiberi possit, qualitas sexus incalescentis ostendit
- 한국어 번역: 증인의 입증으로 두 성징이 모두 보이는 경우를 남녀한몸이라 할 수 있다.

이와 비슷하게 17세기 잉글랜드의 법학자 에드워드 코크는 《잉글랜드 법률 연구》에서 "남녀의 성징을 모두 보이는 사람을 남녀한몸(양성인)이라고 한다"고 정의하였다.
빅토리아 시대 의학서의 저자들 역시 성징의 발현을 기준으로 남녀한몸을 설명하였고 성징이 모호하지만 어느 한쪽이 우세하면 남성형 거짓남녀한몸, 여성형 거짓남녀한몸과 같은 용어로 불렀고 두 성별의 성징이 모두 나타난 경우는 참남녀한몸으로 구분하였다. 성징을 기준으로 하는 조직학적 구분은 오늘날 더 이상 사용되지 않지만, "간성"이 정의된 후인 20세기 중반까지도 관용적으로 사용되었다.
북아메리카 간성 협회는 오해와 혼동의 소지가 많은 용어인 "남녀한몸" 대신 "간성"으로 표현해 줄 것을 권고하고 있다.
한국어에는 비슷한 연원을 가진 "어지자지"가 있지만 특별한 경우가 아니면 사용되지 않는다.

## 분포
간성인의 수는 각 나라의 간성에 대한 판정 기준이 달라 명확히 파악하기 어렵다. 북아메리카 간성 협회는 다음과 같이 간성인의 분포를 파악하고 있다.
 의료 기관에 성징이 분명하지 않은 아동의 출생 비율을 문의하면 1천5백 명 또는 2천명 가운데 한명이라고 응답한다.(0.07–0.05%) 그러나 그 보다 많은 경우의 다양한 스펙트럼이 존재하고 살아가다 나중에야 스스로 알게 되는 경우도 있다.

앤 파우스토-스털링 연구팀은 2000년 "성염색체, 생식샘, 성징, 호르몬 동질이상 등의 알려진 모든 경우를 포함하면 이분법적이지 않은 성발달은 약 1.7 %로 추정된다"고 발표하였다. 이 발표는 간성 활동가들이 폭넓게 인용하고 있다. 파우스토-스털링 팀이 발표한 1.7 % 가운데 88%에 해당하는 전체 인구의 1.5%는 후발성 선천 부신 과다형성에 의한 것이다. 선천 부신 과다형성은 신생아 1만4천명 당 1 명 꼴로 보고되어 있고 호르몬 불균형으로 여아의 성징이 불분명해지고 자라면서 남성과 비슷한 변성기를 겪는다.
이와 대조적으로 레오나르드 색스는 간성 비율을 전체 인구의 0.018 %로 추정한다. 그는 성적 표현형이 비교적 뚜렷한 선천적 부신과다형성증, 클라인펠터 증후군, 터너 증후군, 47,XYY 형 및 47,XXX 등의 염색체 이상은 간성에서 제외하였다.
2003년 캐리 훌은 파우스토-스털링의 데이타를 분석하여 오류를 제거하면 보다 엄밀하게 간성으로 정의할 수 있는 경우는 0.37 %라고 발표하였다. 이에 대해 파우스토-스털링은 자신의 연구 결과는 추정치일 뿐이므로 추가적인 연구와 논의를 환영한다는 입장을 밝혔다. 2018년 발표된 신생아 중 간성 비율은 0.02 % 에서 0.05 % 정도이다.
그러나 1.7%라는 수치는 간성 인권 운동에서 여정히 중요하게 언급되는데 간성 당사자들은 성이분법적 시각으로 자신들을 우선 구분하려는 편견이 낮은 인구 비율 발표에 개입하였다고 생각한다.
간성의 원인별 유병률은 다음과 같다.
| 유형                                 | 성적 표현형                           | 대략적 유병률                     |
| ------------------------------------ | ------------------------------------- | --------------------------------- |
| 후발성 선천 부신 과다형성 (비정형성) | 여성 (남성의 경우 증상 없음)          | 0.1–0.2% (높게 잡을 경우 1 - 2 %) |
| 요도밑열림증                         | 남성                                  | 0.01%–0.5%                        |
| 클라인펠터 증후군                    | 남성                                  | 0.1–0.2%                          |
| XXX 증후군                           | 여성                                  | 0.1%                              |
| 터너 증후군                          | 여성                                  | 0.04%                             |
| 뮐러관 무발생                        | 여성                                  | 0.022%                            |
| 질자궁수종                           | 여성                                  | 0.02%                             |
| 45,X/46,XY 모자이크형                | 남성                                  | 0.015%                            |
| XYY 증후군                           | 남성                                  | 0.0142%                           |
| 선천 부신 과다형성 (정형성)          | 없음 (여아의 남성화)                  | 0.01–0.02%                        |
| XXYY 증후군                          | 남성                                  | 0.0025%–0.0055%                   |
| XX 남성 증후군                       | 남성                                  | 0.005%                            |
| 난정소성발달장애                     | 없음                                  | 0.005%                            |
| 스와이어 증후군(XY 여성 증후군)      | 여성                                  | 0.0013%                           |
| 안드로겐 무감응 증후군               | 유전적 남성 (표현형은 남녀 모두 있음) | 0.001%                            |
| 원인 불명 특발성                     | 없음                                  | 0.0009%                           |
| 산모의 호르몬 이상 등에 의한 특발성  | 없음                                  | 불분명                            |
| 5알파-환원효소 2 결핍증              | 남성                                  | 불분명                            |
| 생식샘 모자이크형                    | 없음                                  | 불분명                            |
| 방향화효소 과다 증후군               | 없음                                  | 불분명                            |
| 무고환증                             | 남성                                  | 불분명                            |
| 지속성 뮐러관 증후군                 | 남성                                  | 불분명                            |

유병률은 지역에 따라 다르게 나타날 수 있다. 5알파-환원효소 2 결핍증은 다른 지역에서는 매우 드문 경우이지만 도미니카 공화국의 라스 살리나스 지역에서는 비교적 흔하게 나타나는데 간성에 대한 사회적 태도가 영향을 미친 것으로 보인다. 이 지역에서는 12 내지 13 가구 당 한 명 이상의 남성이 해당 유전자를 보유하고 있어 90 명 가운데 1 명 꼴의 유병률을 보인다.

## 같이 보기
- 중성
- 왜소음경
- 간성 교정 수술
- 간성 인권
- 역사 속의 간성 (간성인 사례)
- 젠더 불일치의 원인
- 중복자궁
- 선천 부신 과다형성